# Blaukochen

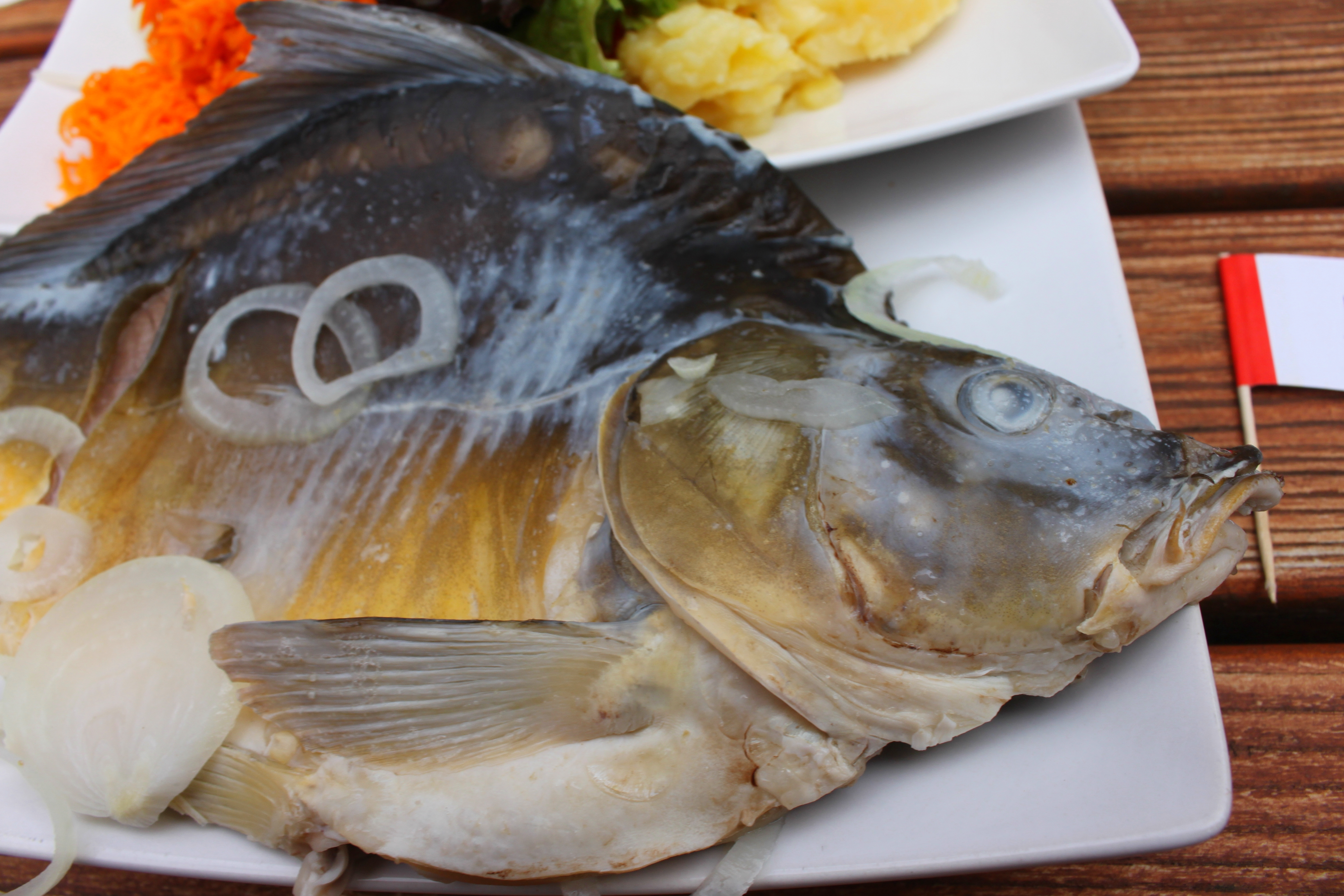
Karpfen Blau, im Essig-Zwiebelsud gegart

Blaukochen ist eine dekorative Zubereitungsart für ganze Süßwasserfische. Vor allem Aal, Karpfen, Schleie und Forelle werden blau gekocht. Die namengebende Blaufärbung ist auf die Schleimschicht der Fischhaut zurückzuführen, die beim Garen eine blassblaue Farbe annimmt. 
Zur Zubereitung wird der kurz zuvor getötete Fisch vorsichtig ausgenommen, um die Schleimschicht auf der Haut nicht zu beschädigen, aber nicht abgeschuppt, und in nur fast siedendem Salzwasser pochiert. Häufig werden dem Wasser etwas Essig und Kräuter zugegeben. Die Säure soll die Blaufärbung stabilisieren können.
Ein häufig auf Speisekarten zu findendes Gericht ist Forelle blau.